# Francis D'Arcy Osborne
Francis D'Arcy Godolphin Osborne, XII duca di Leeds (Londra, 16 settembre 1884 – Roma, 20 marzo 1964), è stato un nobile e diplomatico britannico, ministro plenipotenziario rappresentante il Regno Unito presso la Santa Sede dal 1936 al 1947.

## Biografia
Insieme al collega statunitense Myron Charles Taylor ebbe un importante ruolo sia nelle trattative condotte per conto di papa Pio XII nel tentativo di evitare i bombardamenti su Roma durante la seconda guerra mondiale, sia successivamente, in particolare in contatto con l'allora monsignor Giovanni Battista Montini per l'apertura dei primi canali di trattativa che condussero all'armistizio dell'8 settembre 1943; collaborò inoltre con monsignor Hugh O'Flaherty nella tessitura della rete di protezione organizzata dal sacerdote irlandese che consentì di sottrarre migliaia di ebrei, di militari alleati e di antifascisti alla persecuzione nazifascista durante l'occupazione tedesca di Roma.
Nel 1943 il SIM riuscì a far assumere un proprio uomo come maggiordomo di d'Arcy Osborne; l'agente italiano riuscì ad asportare ed a far fotografare il cifrario impiegato dal diplomatico ed a consegnarlo ai propri superiori, che furono così in grado di decrittare i dispacci inviati in patria dal diplomatico britannico. Questi però fu presto informato della possibile penetrazione dei servizi italiani nella sicurezza delle proprie comunicazioni e passò tosto ad inserire informazioni false e fuorvianti nei dispacci che inviava al proprio ministero degli Affari Esteri, rendendo così in buona parte vana e infruttuosa l'operazione portata a termine dal SIM.
È tramite D'Arcy Osborne che, il 30 agosto 1943 il generale Giuseppe Castellano viene convocato dagli Alleati in Sicilia per la firma, avvenuta il 3 settembre successivo, dell'armistizio con il governo di Pietro Badoglio.

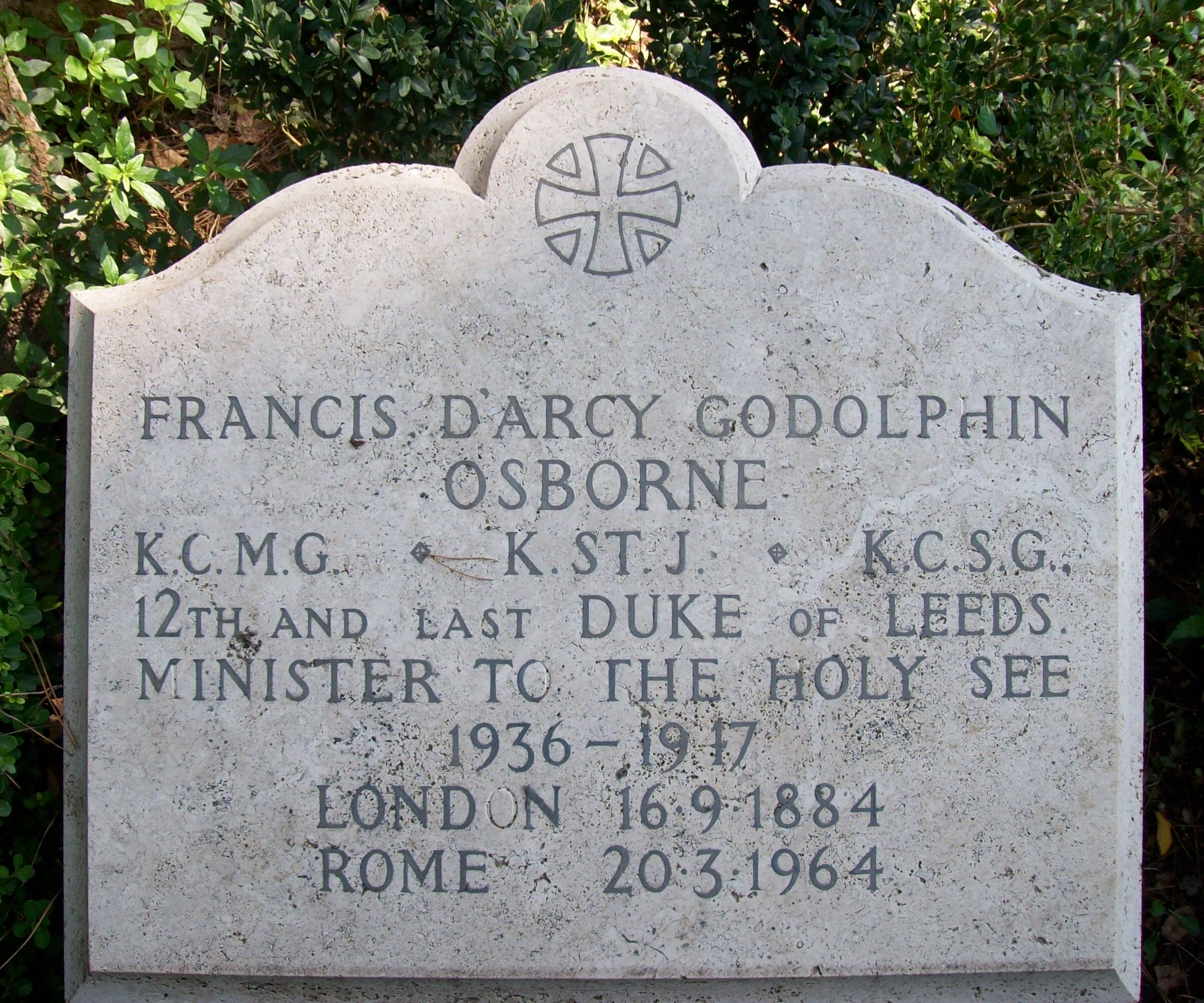
Tomba di Francis Osborne, XII duca di Leeds, al cimitero acattolico di Roma

Tornato in patria, succedette a suo cugino di secondo grado come Duca di Leeds nel 1963, ma fu l'ultimo della linea di successione, e il ducato di Leeds con tutti i titoli sussidiari si estinsero con la sua morte, avvenuta l'anno successivo.
(Sir D'Arcy Osborne, ambasciatore britannico presso il Vaticano citato da Owen Chadwick nel suo Britain and the Vatican During the Second World War (La Gran Bretagna e il Vaticano durante la seconda guerra mondiale).)

## Ascendenza
|                                              |                        |                                                 | Genitori                                      |  |  | Nonni |  |  | Bisnonni                               |  |  | Trisnonni                            |  |
|                                              |                        |                                                 |                                               |  |  |       |  |  | 8. Francis Osborne, I barone Godolphin |  |  | 16. Francis Osborne, V duca di Leeds |  |
|                                              |                        |                                                 |                                               |  |  |       |  |  | 8. Francis Osborne, I barone Godolphin |  |  | 16. Francis Osborne, V duca di Leeds |  |
|                                              |                        | 17. Amelia Darcy, XII baronessa Darcy de Knayth |                                               |  |  |       |  |  | 8. Francis Osborne, I barone Godolphin |  |  |                                      |  |
| 4. Sydney Godolphin Osborne                  |                        |                                                 |                                               |  |  |       |  |  | 8. Francis Osborne, I barone Godolphin |  |  |                                      |  |
|                                              |                        | 9. Elizabeth Eden                               | 18. William Eden, I barone Auckland           |  |  |       |  |  |                                        |  |  |                                      |  |
|                                              |                        | 9. Elizabeth Eden                               | 18. William Eden, I barone Auckland           |  |  |       |  |  |                                        |  |  |                                      |  |
|                                              |                        | 9. Elizabeth Eden                               | 19. Eleanor Elliot                            |  |  |       |  |  |                                        |  |  |                                      |  |
| 2. Sidney Francis Godolphin Osborne          |                        | 9. Elizabeth Eden                               |                                               |  |  |       |  |  |                                        |  |  |                                      |  |
|                                              |                        | 10. Pascoe Grenfell                             | 20. Pascoe Grenfell                           |  |  |       |  |  |                                        |  |  |                                      |  |
|                                              |                        | 10. Pascoe Grenfell                             | 20. Pascoe Grenfell                           |  |  |       |  |  |                                        |  |  |                                      |  |
|                                              |                        | 10. Pascoe Grenfell                             | 21. Mary Tremenheere                          |  |  |       |  |  |                                        |  |  |                                      |  |
| 5. Emily Charlotte Grenfell                  |                        | 10. Pascoe Grenfell                             |                                               |  |  |       |  |  |                                        |  |  |                                      |  |
|                                              |                        | 11. Georgiana St. Leger                         | 22. St. Leger St. Leger, I visconte Doneraile |  |  |       |  |  |                                        |  |  |                                      |  |
|                                              |                        | 11. Georgiana St. Leger                         | 22. St. Leger St. Leger, I visconte Doneraile |  |  |       |  |  |                                        |  |  |                                      |  |
|                                              |                        | 11. Georgiana St. Leger                         | 23. Mary Barry                                |  |  |       |  |  |                                        |  |  |                                      |  |
| 1. Francis D'Arcy Osborne, XII duca di Leeds |                        | 11. Georgiana St. Leger                         |                                               |  |  |       |  |  |                                        |  |  |                                      |  |
|                                              | 12. Charles Hammersley | 24. Thomas Hammersley                           |                                               |  |  |       |  |  |                                        |  |  |                                      |  |
|                                              | 12. Charles Hammersley | 24. Thomas Hammersley                           |                                               |  |  |       |  |  |                                        |  |  |                                      |  |
|                                              | 12. Charles Hammersley | 25. Anne Greenwood                              |                                               |  |  |       |  |  |                                        |  |  |                                      |  |
| 6. Hugh Hammersley                           | 12. Charles Hammersley |                                                 |                                               |  |  |       |  |  |                                        |  |  |                                      |  |
|                                              |                        | 13. Emily Poulett-Thomson                       | 26. John Buncombe-Poulett-Thomson             |  |  |       |  |  |                                        |  |  |                                      |  |
|                                              |                        | 13. Emily Poulett-Thomson                       | 26. John Buncombe-Poulett-Thomson             |  |  |       |  |  |                                        |  |  |                                      |  |
|                                              |                        | 13. Emily Poulett-Thomson                       | 27. Charlotte Jacob                           |  |  |       |  |  |                                        |  |  |                                      |  |
| 3. Margaret Dulcibella Hammersley            |                        | 13. Emily Poulett-Thomson                       |                                               |  |  |       |  |  |                                        |  |  |                                      |  |
|                                              |                        | 14. Arthur Eden                                 | 28. Thomas Eden                               |  |  |       |  |  |                                        |  |  |                                      |  |
|                                              |                        | 14. Arthur Eden                                 | 28. Thomas Eden                               |  |  |       |  |  |                                        |  |  |                                      |  |
|                                              |                        | 14. Arthur Eden                                 | 29. Mariana Jones                             |  |  |       |  |  |                                        |  |  |                                      |  |
| 7. Dulcibella Eden                           |                        | 14. Arthur Eden                                 |                                               |  |  |       |  |  |                                        |  |  |                                      |  |
|                                              |                        | 15. Frances Poulett-Thomson                     | 30. John Buncombe-Poulett-Thomson (= 26)      |  |  |       |  |  |                                        |  |  |                                      |  |
|                                              |                        | 15. Frances Poulett-Thomson                     | 30. John Buncombe-Poulett-Thomson (= 26)      |  |  |       |  |  |                                        |  |  |                                      |  |
|                                              |                        | 15. Frances Poulett-Thomson                     | 31. Charlotte Jacob (= 27)                    |  |  |       |  |  |                                        |  |  |                                      |  |
|                                              |                        | 15. Frances Poulett-Thomson                     |                                               |  |  |       |  |  |                                        |  |  |                                      |  |